# Drosophila (Phloridosa)
Drosophila (Phloridosa) Sturtevant, 1942, è un sottogenere di insetti del genere Drosophila (Diptera: Drosophilidae), comprendente specie quasi esclusivamente americane. 
Questo sottogenere fu istituito da Sturtevant nel 1942 ampliando la suddivisione tassonomica di Drosophila proposta nel 1939. Il tipo di riferimento è Drosophila floricola Sturtevant, 1942, ridotto successivamente a sinonimo minore di Drosophila lutzii Sturtevant, 1916, da Vilela & Bächli nel 1990.

## Specie
Bächli include in questo sottogenere le seguenti otto specie:
- D. alei Brncic, 1962
- D. alfari Sturtevant, 1921
- D. cuzcoica Duda, 1927
- D. denieri Blanchard, 1938
- D. lutzii Sturtevant, 1916. Sinonimi: D. floricola Sturtevant, 1942
- D. merzi Vilela & Bächli, 2002
- D. nigrovesca Lin & Ting, 1971. Sinonimi: D. nigrovescum nigrovesca Lin & Ting, 1971
- D. tristani Sturtevant, 1921

Questa impostazione tassonomica non trova pieno riscontro nel BioSystematic Database of World Diptera, il quale riporta Drosophila merzi con il nome valido Drosophila (Drosophila) merzi, assumendo implicitamente la classificazione nel sottogenere Drosophila.

## Distribuzione
Phloridosa è un sottogenere prevalentemente neartico e neotropicale. Fa eccezione D. nigrovesca, segnalata da alcuni Autori nell'ecozona orientale, in Cina e a Taiwan.
D. merzi è esclusivamente neartica, D. lutzii è invece neartica e neotropicale. Tutte le altre specie, ad eccezione dell'asiatica D. nigrovesca, sono invece endemiche della regione neotropicale.